# 経埋ムベキ山
経埋ムベキ山（きょううずムベキやま）とは、宮沢賢治の手帳に遺された、埋経を示唆する32の山々のことである。

## 詳細
「雨ニモマケズ」の記された手帳に、「経埋ムベキ山」と題された、岩手県内の32の山々（駒ヶ岳は厳密には秋田県にもまたがる）の名前が記されたページが発見され、タイトルから埋経の箇所を示唆すると言われている。　選考にあたって推敲の跡が残っており、推敲途中の可能性もある。　内容は次の通りである。
※手帳での配列に従う（実際は縦書き。また1行目と2行目の間、4行目と5行目の間、8行目と9行目の間にはやや空白が取られている）。
```
経埋ムベキ山

旧天山、胡四王、観音山、飯豊森、物見崎、

早池峯山
、鶏頭山、権現堂山、
種山
、

岩手山
、
駒ヶ岳
、
姫神山
、
六角牛山
、

仙人峠
、
束稲山
、駒形山、
江釣子森山、堂ヶ沢山、

大森山
、◎
八方山
、松倉山、
黒森山
、上ン平、東根山、
南昌山
、
毒ヶ森、鬼越山、
岩山、
愛宕山
、蝶ヶ森、
篠木峠、
沼森
```

## エピソード

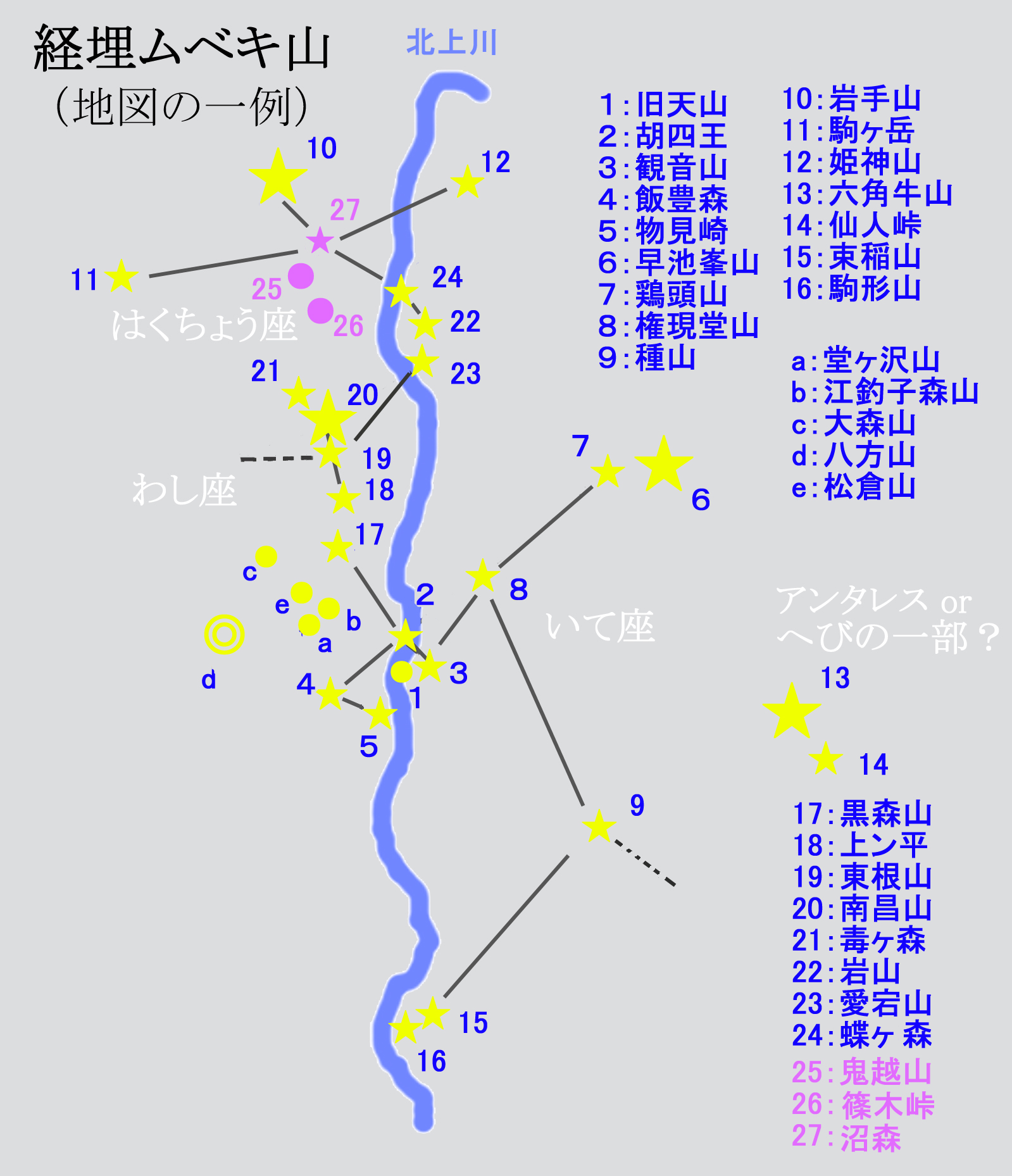
経埋ムベキ山の図の一例　（星座の一部が欠け、星と対応しない山がある）

賢治の死後、親族や友人の手によって、経埋ムベキ山に実際に埋経が行われている。
畑山博の研究よって、山々は、はくちょう座、わし座、たて座いて座を表していることが指摘されている。　山の同定や賢治が参考にした星図が特定されていないため、研究者によって図の詳細にはバリエーションがある。